# Somera (Torallola)
Somera és una partida rural constituïda per camps de conreu de secà del terme municipal de Conca de Dalt, a l'antic terme de Toralla i Serradell, al Pallars Jussà, en territori que havia estat del poble de Torallola.
Està situada a llevant de Torallola, al sud-est de la Plana, a llevant de l'Espinosa i al nord-est de les Saülls, al nord-oest dels Casals de Terraquet i dels Casals de Gramalló. Pel seu límit nord-oriental discorre un tram del Camí vell de la Pobla de Segur. És a l'esquerra del barranc de Saülls just quan aquest torç cap al sud-est venint de ponent.